# Igors Rausis
Igors Rausis   (Altxevsk, 7 d'abril de 1961 - Txèquia, 28 de març de 2024) va ser un jugador i entrenador d'escacs letó, que tenia el títol de Gran Mestre des de 1992. El 2018 la FIDE li va atorgar el títol de FIDE Trainer, el segon màxim títol d'entrenador internacional.
Nascut a la República Socialista Soviètica d'Ucraïna, va jugar sota bandera letona (amb participacions en olimpíades, i un títol nacional), posteriorment de Bangladesh, i finalment de la República Txeca, on va ser sostingudament el número dos del país rere de David Navara.
A la llista d'Elo de la FIDE del juliol de 2019, hi tenia un Elo de 2686 punts, cosa que en feia el jugador número 2 (en actiu) de la República Txeca. El seu màxim Elo va ser de 2693 punts, a la llista d'agost de 2019 (posició 53 al rànquing mundial).
El juliol de 2019, quan era el Gran Mestre d'escacs de més edat del top 100 mundial, va ser enxampat fent trampes amb un telèfon mòbil, i va anunciar la seva retirada dels escacs. La Federació d'escacs de la República Txeca va cancel·lar la seva inscripció, i la Comissió d'Ètica de la FIDE li va retirar el títol de Gran Mestre, i li va imposar una prohibició de jugar durant sis anys.

## Biografia i resultats destacats en competició
Rausis ha estat Campió de Letònia el 1995. El mateix any, guanyà la primera edició del Torneig d'escacs d'Enghien.
Entre 2003 i 2007 va representar Bangladesh i el 2007 va passar a representar la República Txeca.
Rausis ha representat Letònia en diverses Olimpíades d'escacs:
- El 1996, al segon tauler a la 32a Olimpíada a Erevan (+2, =8, -2);
- El 1998, al tercer tauler a la 33a Olimpíada a Elistà (+2, =8, -2).
- El 2002, al segon tauler a la 35a Olimpíada a Bled (+1, =1, -1).

També va representar Letònia al Campionat del món per equips:
- El 1993, al primer tauler suplent, a Lucerna (+0, =2, -2).

A l'Olimpíada d'escacs de 2008 Igors Rausis fou l'entrenador de l'equip nacional de Bangladesh, mentre que el 2010 fou l'entrenador de l'equip algerià.
El maig de 2013 fou tercer al Campionat de la República Txeca (el campió fou David Navara).

## Trampes
El juliol de 2019, Rausis va ser enxampat fent trampes a l'obert d'Estrasburg, fent servir un mòbil al lavabo. Va admetre que havia fet trampes, i va anunciar la seva retirada dels escacs. Rausis havia estat sota sospita durant molt de temps abans d'això, ja que entre els 52 i els 58 anys no havia parat d'incrementar el seu rànquing Elo, fins a entrar al top 100 i estar a punt de superar la barrera dels 2700 punts; el Secretari de la Comissió de Fair Play de la FIDE Yuri Garrett va dir a Facebook que la Comissió "havia estat seguint de prop [Rausis] durant mesos" basant-se en les dades estadístiques de Ken Regan's.